# Malmö Fotbollförening 1974
Questa voce raccoglie le informazioni riguardanti il Malmö Fotbollförening nelle competizioni ufficiali della stagione 1974.

## Stagione
Affidato al giovane allenatore inglese Bob Houghton e rinnovato in alcuni settori di gioco, il Malmö, grazie anche ad alcune innovazioni tattiche introdotte dal nuovo allenatore, centrò l'accoppiata campionato (vinto con nove punti di margine sulla seconda classificata) e coppa nazionale.
Quest'ultimo risultato qualificò inoltre la squadra per la Coppa delle Coppe 1974-1975, le cui prime fasi (giocate al termine della stagione) videro il Malmö avanzare eliminando Sion e Lahden Reipas. Alla fine della stagione la squadra vide inoltre il primo cambio di proprietà dopo 37 anni, con il presidente Eric Persson che cedette la società a Hans Björkman-Cavalli.

## Divisa e sponsor
Nessuna modifica di rilievo per le divise del Malmö, che in quella stagione vedono l'assegnazione di un numero per giocatore, il cui nome appare al di sopra di esso sulla parte posteriore della maglia.
| Manica sinistra · Maglietta · Manica destra · Pantaloncini · Calzettoni |

## Rosa
| N. |                   | Ruolo | Calciatore          |
| -- | ----------------- | ----- | ------------------- |
| 1  | Svezia (bandiera) | P     | Jan Möller          |
| 2  | Svezia (bandiera) | D     | Roland Andersson    |
| 3  | Svezia (bandiera) | D     | Krister Kristensson |
| 4  | Svezia (bandiera) | D     | Roy Andersson       |
| 5  | Svezia (bandiera) | D     | Christer Jacobsson  |
| 6  | Svezia (bandiera) | C     | Anders Ljungberg    |
| 7  | Svezia (bandiera) | A     | Bo Larsson          |
| 8  | Svezia (bandiera) | D     | Staffan Tapper      |
| 9  | Svezia (bandiera) | A     | Tommy Andersson     |
| 10 | Svezia (bandiera) | C     | Tore Cervin         |
| 11 | Svezia (bandiera) | A     | Tommy Larsson       |
| 12 | Svezia (bandiera) | D     | Harry Jönsson       |

| N. |                   | Ruolo | Calciatore         |
| -- | ----------------- | ----- | ------------------ |
| 13 | Svezia (bandiera) | A     | Thomas Sjöberg     |
| 14 | Svezia (bandiera) | A     | Sten Stjernqvist   |
| 31 | Svezia (bandiera) | D     | Conny Andersson    |
| -  | Svezia (bandiera) | C     | Per-Åke Åkesson    |
| -  | Svezia (bandiera) | D     | Claes Malmberg     |
| -  | Svezia (bandiera) | A     | Krister Malmberg   |
| -  | Svezia (bandiera) | P     | Krister Nyholm     |
| -  | Svezia (bandiera) | A     | Björn Reinholdsson |
| -  | Svezia (bandiera) | A     | Jan-Åke Svensson   |
| -  | Svezia (bandiera) | D     | Kent Jönsson       |
| -  | Svezia (bandiera) | -     | Staffan Holmstedt  |

## Statistiche

### Statistiche di squadra
| Competizione                | Punti | Totale | Totale | Totale | Totale | Totale | Totale | DR  |
| Competizione                | Punti | G      | V      | N      | P      | Gf     | Gs     | DR  |
| --------------------------- | ----- | ------ | ------ | ------ | ------ | ------ | ------ | --- |
| Allsvenskan                 | 43    | 26     | 19     | 5      | 2      | 48     | 15     | +33 |
| Coppa delle Coppe 1974-1975 | -     | 4      | 3      | 1      | 0      | 7      | 2      | +5  |

### Statistiche dei giocatori
| Giocatore      | Allsvenskan | Allsvenskan |
| Giocatore      | Presenze    | Reti        |
| -------------- | ----------- | ----------- |
| P. Åkesson     | 4           | 1           |
| C. Andersson   | 8           | 3           |
| Rol. Andersson | 25          | ?           |
| R. Andersson   | 26          | ?           |
| T. Andersson   | 7           | ?           |
| Cervin         | 20          | 12          |
| H. Jönsson     | 26          | ?           |
| K. Jönsson     | 1           | ?           |
| Kristensson    | 26          | 1           |
| B. Larsson     | 22          | 4           |
| T. Larsson     | 25          | 9           |
| Ljungberg      | 25          | ?           |
| Ch. Malmberg   | 2           | ?           |
| Cl. Malmberg   | 5           | ?           |
| Möller         | 26          | ?           |
| Stjernqvist    | 3           | ?           |
| Sjöberg        | 25          | 9           |
| Tapper         | 23          | 1           |